# Deenwood
 (avril 2025).
Deenwood est une census-designated place située dans le comté de Ware, dans l’État de Géorgie, aux États-Unis. Lors du recensement de 2020, elle comptait 2 207 habitants.